# Ursula Graeff-Hirsch
Ursula Graeff-Hirsch (* 23. September 1929 in Düsseldorf) ist eine deutsche freischaffende Künstlerin.

## Leben und Wirken

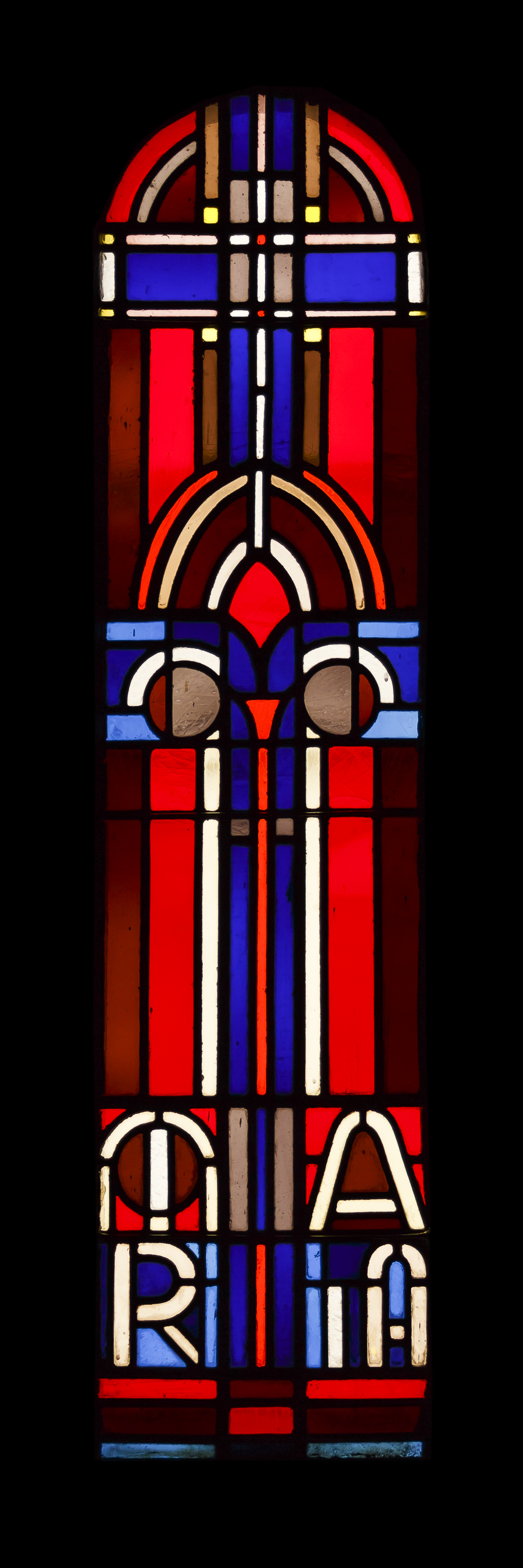
Von Ursula Graeff-Hirsch ausgeführtes Glasfenster der B.M.V.-Kirche in Essen nach dem Entwurf von Sr. M. Franziska Wüsten.

Ursula Graeff-Hirsch absolvierte von 1947 bis 1949 eine künstlerische Ausbildung in München und Essen und anschließend bis 1952 eine Glasmalerlehre in Bonn. Von 1953 bis 1955 spezialisierte sie sich auf den Entwurf und die Ausführung sakraler Glasfenster, 1958 folgte die Meisterprüfung.
Bei der Wiedererrichtung der Klosterkirche der B.M.V.-Schule in Essen-Holsterhausen in den Jahren 1954 bis 1955 hat die Künstlerin die zum Teil schwer beschädigten Johan-Thorn-Prikker-Fenster in der ursprünglichen Form restauriert. Sie führte auch die Entwürfe für die beiden Ave-Maria-Glasfenster der Augustinerchorfrau Sr. M. Franziska Wüsten aus. Beide Fenster sind unterhalb der Orgelempore sichtbar.
Seit 1955 arbeitete sie gleichermaßen als freischaffende Glasmalerin und Malerin. Künstlerische Schwerpunkt bilden dabei die Abstrakte Malerei, Reliefs in Edelstahl, Radierungen sowie Plastiken.
Einzelausstellungen ihrer Werke fanden in Deutschland, Frankreich und Italien statt. Darüber hinaus gestaltete sie für das Zisterzienserinnenkloster Saarn den Kreuzweg.
Ihr Anliegen ist die Förderung junger Kunstschaffender in der Kunststadt Mülheim.
Ursula Graeff-Hirsch war bis zu seinem Tod 1978 mit dem Künstler Werner Graeff verheiratet. Nach dessen Tod verwaltete sie seinen Nachlass, der im Jahre 2009 dem Museum Wiesbaden vermacht wurde. Unter dem Titel Hürdenlauf durch das 20. Jahrhundert publizierte sie 2010 die Erinnerungen ihres Mannes an die Bauhauszeit. Seit 1970 lebt und arbeitet sie in Mülheim an der Ruhr. 
Für die Gestaltung der Fenster der Kapelle St. Flour du Pompidou im Département Lozère wurde Ursula Graeff-Hirsch 1988 der Ordre des Arts et des Lettres (Klasse Chevalier) verliehen. 2019 erhielt sie 90-jährig zusammen mit Liana Leßmann (Musik) den von der Sparkasse Mülheim ausgelobten Ruhrpreis für Kunst und Wissenschaft der Stadt Mülheim an der Ruhr.